# 保健学研究科
保健学研究科（ほけんがくけんきゅうか）は、保健学を専攻とする大学院研究科である。

## 概要
大学において保健学を専攻する保健学部の大学院課程に相当する。

## 保健学研究科の一覧
- 弘前大学大学院保健学研究科
- 新潟大学大学院保健学研究科
- 群馬大学大学院保健学研究科
- 神戸大学大学院保健学研究科
- 岡山大学大学院保健学研究科
- 広島大学大学院保健学研究科
- 琉球大学大学院保健学研究科
- 杏林大学大学院保健学研究科
- 藤田保健衛生大学大学院保健学研究科